# Abeba Birhane
Abeba Birhane, née en Éthiopie, est une scientifique éthiopienne, spécialiste des sciences cognitives. 
Elle travaille sur les systèmes complexes adaptatifs, sur l'apprentissage automatique, mais dénonce les biais algorithmiques et la présence de racisme. Les travaux d'Abeba Birhane avec Vinay Prabhu révèlent que des ensembles de données d'images à grande échelle couramment utilisés pour développer des systèmes d'intelligence artificielle (IA), notamment ImageNet et 80 Million Tiny Images, portent des étiquettes de racisme systémique, de misogynie et des images offensantes ou dégradantes,,.
Elle est reconnue par VentureBeat comme l'une des principales innovatrices en matière de vision par ordinateur et nommée parmi les 100 personnes les plus influentes de l'IA 2023 par le magazine Time.

## Biographie

### Jeunesse, formation
Abeba Birhane naît en Éthiopie. Elle obtient son Bachelor of Science en psychologie et son Bachelor of Arts en philosophie de l'Open University. Elle obtient ensuite en 2015 sa maîtrise ès sciences en sciences cognitives et en 2021, son doctorat au Complex Software Lab de la School of Computer Science de l'University College Dublin.

### Recherches
Abeba Birhane étudie les impacts des technologies émergentes d'intelligence artificielle et la manière dont elles façonnent les individus et les communautés locales. Elle découvre que les algorithmes d'IA ont tendance à avoir un impact disproportionné sur les groupes vulnérables comme les travailleurs âgés, les personnes trans, les immigrants et les enfants. Les recherches qu'elle mène sur l'éthique relationnelle remportent le prix du meilleur article lors de l’atelier Black in AI du Neural Information Processing Systems (NeurIPS) en 2019. Elle étudie également et écrit sur la colonisation algorithmique. Son travail de décolonisation des sciences informatiques aborde les oppressions héritées des systèmes actuels, particulièrement à l'égard des femmes de couleur.
En 2020, Abeba Birhane et Vinay Prabhu, les deux principaux scientifiques en apprentissage automatique chez UnifyID, publient un article examinant les problèmes de la chaîne d'acquisition de données, d'étiquetage, de classification et les conséquences des grands ensembles de bases de données d'images. Ces ensembles de données, notamment ImageNet et 80 Million Tiny Images du Massachusetts Institute of Technology (MIT), sont utilisés pour développer des milliers d'algorithmes et de systèmes d'IA. Abeba Birhane et Vinay Prabhu constatent que ces ensembles contiennent de nombreuses légendes à caractère insultant, raciste, misogyne ou offensant. Cela a conduit le MIT à s'excuser publiquement et à supprimer volontairement l'ensemble de données de 80 millions de petites images,,.
Abeba Birhane travaille ensuite avec Rediet Abebe, George Obaido et Sekou Remy sur des recherches sur les obstacles au partage de données en Afrique. Ils constatent que les Africains sont systématiquement sous-représentés, même lorsque les données de base proviennent d'Afrique. Leurs recherches sont rendues publiques lors de la conférence ACM sur l'équité, la responsabilité et la transparence.

## Principaux prix
- Prix du meilleur article Neural Information Processing Systems (NeurIPS) Black in AI Workshop 2019[15].
- 2020 Venture Beat AI Innovations Award dans la catégorie Computer Vision Innovation (reçu avec Vinay Prabhu)[4].
- Honorée au Temple de la renommée des 100 femmes brillantes dans l'éthique de l'IA 2021[16].
- Prix du Directeur Lero 2022 pour la contribution doctorale/postdoctorale[17].
- 2023 : Fait partie des 100 personnes les plus influentes dans le domaine de l'IA selon le magazine Time[18].